# Олга Белопитова
Олга Филипова Белопитова е българска художничка (1928 – 1999).

## Биография
Родена е в София на 24 април 1928 г. Насочва се към професионалната живопис на 23 години, когато се включва в създадения от Боян Петров кръжок в годините от 1951 до 1953. По-късно учи в Художествената академия при Кирил Цонев. Под тяхното ръководство тя започва да развива собствен стил, който се концентрира в проникновено наблюдение на света и предметите.
Силно влияние върху художественото ѝ изграждане има карикатуристът и илюстратор Борис Ангелушев, с когото я свързва дългогодишна дружба.
Още в младите си години тя свързва живота си с учения-изобретател Никола Белопитов. Двойката е добре позната в интелектуалните среди на България и поддържа дългогодишни приятелства с художниците Златю Бояджиев, Дечко Узунов, журналиста Ненчо Хранов, писателите Георги Марков и Радой Ралин, скулптора Марко Марков, генерал Иван Винаров, главния архитект на София Борис Марков, които са чести гости у тях.
От 1960 г. Олга Белопитова започва участията си в художествени изложби и тематични изложения. По-късно с художника и близък приятел Иван Вукадинов правят съвместна изложба, с която гостуват в редица градове в Италия, Австрия и България и тя преминава при голям успех. По това време Олга Белопитова става носител на почетния знак на град Пиза, Италия.
Нейни произведения са част от много частни колекции и институции като Националната художествена галерия, Софийската градска галерия, художествените галерии на Разград, Добрич, Министерство на промишлеността и др.
Последните ѝ изложби приживе са през 1992 и 1996 г. в София, галерия „Макта“. През май 2010 г. се организира първата изложба след смъртта ѝ в галерия „Върхове“, София. Всички картини, показани в нея, са притежание на семейството ѝ.